# Quốc lộ 17
Quốc lộ 17 là tuyến quốc lộ dài 135 km ở miền Bắc Việt Nam, đi qua 3 tỉnh, thành phố: Hà Nội, Bắc Ninh và Thái Nguyên.

## Lộ trình
Quốc lộ này bắt đầu từ điểm giao với Quốc lộ 5 tại xã Gia Lâm, Hà Nội đi về hướng đông sang địa phận tỉnh Bắc Ninh, đoạn này tuyến đường đi gần như song song với sông Đuống. Đến xã Nhân Thắng, tỉnh Bắc Ninh thì Quốc lộ 17 đổi sang hướng bắc, vượt sông Đuống tại cầu Bình Than rồi giao cắt với Quốc lộ 18. Từ đây, tuyến đường tiếp tục đi về hướng bắc, vượt sông Cầu tại cầu Yên Dũng, tiếp tục đi theo hướng tây bắc và giao với Quốc lộ 1 (Đường cao tốc Hà Nội – Bắc Giang) tại phường Tiền Phong. Từ đây, Quốc lộ 17 tiếp tục đi về hướng bắc đến xã Yên Thế. Sau đó tuyến đường lại đổi sang hướng tây, vào địa phận tỉnh Thái Nguyên rồi kết thúc tại điểm giao với Quốc lộ 1B ở phường Linh Sơn, tỉnh Thái Nguyên.

## Lịch sử
Đây là tuyến đường được hình thành trên cơ sở nâng cấp nhiều tuyến tỉnh lộ trước đây theo Quyết định số 2546/QĐ-BGTVT ngày 3 tháng 7 năm 2014 của Bộ Giao thông vận tải.